# Вандергріфт (Пенсільванія)
Вандергріфт (англ. Vandergrift) — місто (англ. borough) в США, в окрузі Вестморленд штату Пенсільванія. Населення — 5075 осіб (2020).

## Географія
Вандергріфт розташований за координатами 40°35′58″ пн. ш. 79°34′32″ зх. д. / 40.59944° пн. ш. 79.57556° зх. д. (40.599440, -79.575534).  За даними Бюро перепису населення США в 2010 році місто мало площу 3,68 км², з яких 3,52 км² — суходіл та 0,15 км² — водойми.

## Демографія
Згідно з переписом 2010 року, у селищі мешкало 5205 осіб у 2250 домогосподарствах у складі 1393 родин. Густота населення становила 1416 осіб/км².  Було 2723 помешкання (741/км²).
Расовий склад населення:
| - 91,6 % — білих - 4,8 % — чорних або афроамериканців - 0,3 % — азіатів - 0,1 % — корінних американців |

До двох чи більше рас належало 2,9 %. Частка іспаномовних становила 0,9 % від усіх жителів.
За віковим діапазоном населення розподілялося таким чином: 24,0 % — особи молодші 18 років, 58,9 % — особи у віці 18—64 років, 17,1 % — особи у віці 65 років та старші. Медіана віку мешканця становила 39,5 року. На 100 осіб жіночої статі у селищі припадало 92,8 чоловіків;  на 100 жінок у віці від 18 років та старших — 86,2 чоловіків також старших 18 років.
Середній дохід на одне домашнє господарство  становив 43 498 доларів США (медіана — 37 058), а середній дохід на одну сім'ю — 49 939 доларів (медіана — 47 861). За межею бідності перебувало 20,8 % осіб, у тому числі 29,7 % дітей у віці до 18 років та 15,8 % осіб у віці 65 років та старших.
Цивільне працевлаштоване населення становило 1994 особи. Основні галузі зайнятості: виробництво — 19,8 %, освіта, охорона здоров'я та соціальна допомога — 18,8 %, роздрібна торгівля — 16,5 %.